# Крим на пісенному конкурсі Тюркбачення
Крим брав участь у конкурсі Тюркбачення двічі з моменту його заснування. Ініціатором участі Криму стали Кримські телекомпанії, вони ж і виступили першими спонсорами. В 2013 році Крим представляла Ельвіра Сарихаліл, яка не змогла вийти у фінал.

## Історія

### 2013
Вперше кримські артисти змогли спробувати себе на конкурсі в місті Ескішехір, Туреччина. Спочатку було оголошено, що представляти Крим на конкурсі буде Фазіле Ібраімова однак пізніше було уточнено, що вона представляла Україну. У Криму 29 жовтня 2013 року пройшла кваліфікація з півфінальним виконанням пісень 6 і 7 листопада 2013 року, а фінал відбувся 18 листопада 2013 року. У відборі взяло участь всього 13 співаків. Всі 13 фіналістів були оголошені 21 листопада 2013 року. Ельвіра Сарихаліл була відібрана журі в якості першого представника Криму, у півфіналі вона виконала пісню «Dağlarıñ yolları», але не змогла вийти у фінал.

### 2014
20 липня 2014 було оголошено, що Крим візьме участь у конкурсі 2014 року в Казані, Татарстан в листопаді 2014 року. Після кількох етапів відбору представником півострова стала Дарина Сінічкіна з піснею «Gider iseñ». Вона представляла Крим під окупацією. Вона виступила 20-го листопада в півфіналі і посіла 8-е місце з 178 балами, вперше вивівши Крим у фінал. У фіналі вона виступала під другим номером, Крим посів 6-е місце із загальною кількістю 186 очок.

### 2016/2017
Тюркбачення 2016 було перенесено на березень 2017 року. Конкурс планувалося провести в Астані. Крим повинна була представити Алла Сейдалієва, але конкурс не відбувся.

## Учасники
| Рік       | Місце проведення | Виконавець        | Мова              | Пісня              | Переклад         | Фінал             | Фінал             | Півфінал          | Півфінал          |                 |
| Рік       | Місце проведення | Виконавець        | Мова              | Пісня              | Переклад         | Місце             | Бали              | Місце             | Бали              |                 |
| --------- | ---------------- | ----------------- | ----------------- | ------------------ | ---------------- | ----------------- | ----------------- | ----------------- | ----------------- | --------------- |
| 2013      | Ескішехір        | Ельвіра Сарихаліл | Кримськотатарська | «Dağlarıñ yolları» | «Гірські дороги» | Не пройшла        | Не пройшла        | Не оголошено      | Не оголошено      |                 |
| 2014      | Казань           | Дарина Сінічкіна  | Кримськотатарська | «Gider iseñ»       | «Якщо ти підеш»  | 6                 | 186               | 8                 | 178               |                 |
| 2015      | Стамбул          | Не брала участь   | Не брала участь   | Не брала участь    | Не брала участь  | Не брала участь   | Не брала участь   | Не брала участь   | Не брала участь   | Не брала участь |
| 2016 2017 | Астана           | Алла Сейдалієва   | Кримськотатарська | «Feleğimsin»       | «Ти мій ангел»   | Конкурс скасовано | Конкурс скасовано | Конкурс скасовано | Конкурс скасовано |                 |